# Фавст Корнелий Сулла Лукулл
Фавст Корнелий Сулла Лукулл (лат. Faustus Cornelius Sulla Lucullus), (ок. 3 до н. э. — ок. 40) — древнеримский политический деятель, сенатор, консул-суффект 31 года.
Являлся прямым потомком (правнуком) диктатора Суллы по мужской линии и Помпея Великого по женской. Имел брата, Луция Корнелия Суллу Феликса.
Принадлежал к патрицианскому роду Корнелиев, и его отец, и сам он, вместе с братом, были сенаторами. В 21 году породнился с Домициями, взяв в жёны овдовевшую годом ранее Домицию Лепиду с годовалой дочерью Мессалиной. Позже, в начале 40-х годов, Домиция воспитывала малолетнего Нерона, когда его мать была сослана, а отец скончался. Мессалина в 38 году, скорее всего ещё при жизни Фавста Корнелия, вышла замуж за будущего императора Клавдия.
В 31 году был назначен консулом-суффектом вместо Тиберия, сразу после того, как был раскрыт заговор Сеяна. Около 40 года скончался по неизвестной причине.